# Lipová (Zlín)
Lipová é uma comuna checa localizada na região de Zlín, distrito de Zlín.